# エジプトのピラミッド

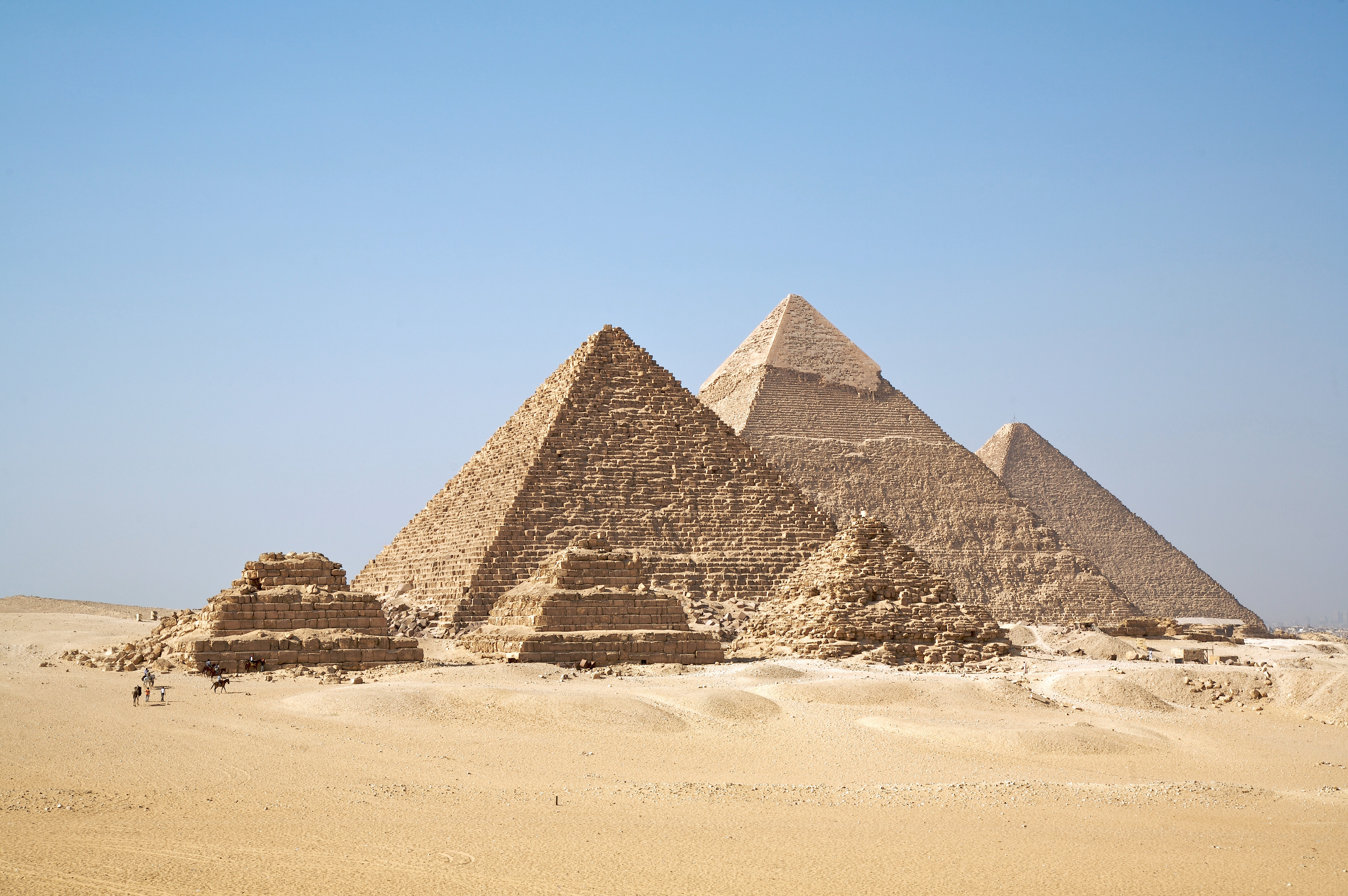
南の大地から見たギーザのピラミッド。右からクフ王、カフラー王、メンカウラー王のもの。手前の小さな3つのピラミッドはメンカウラー王の衛星ピラミッド

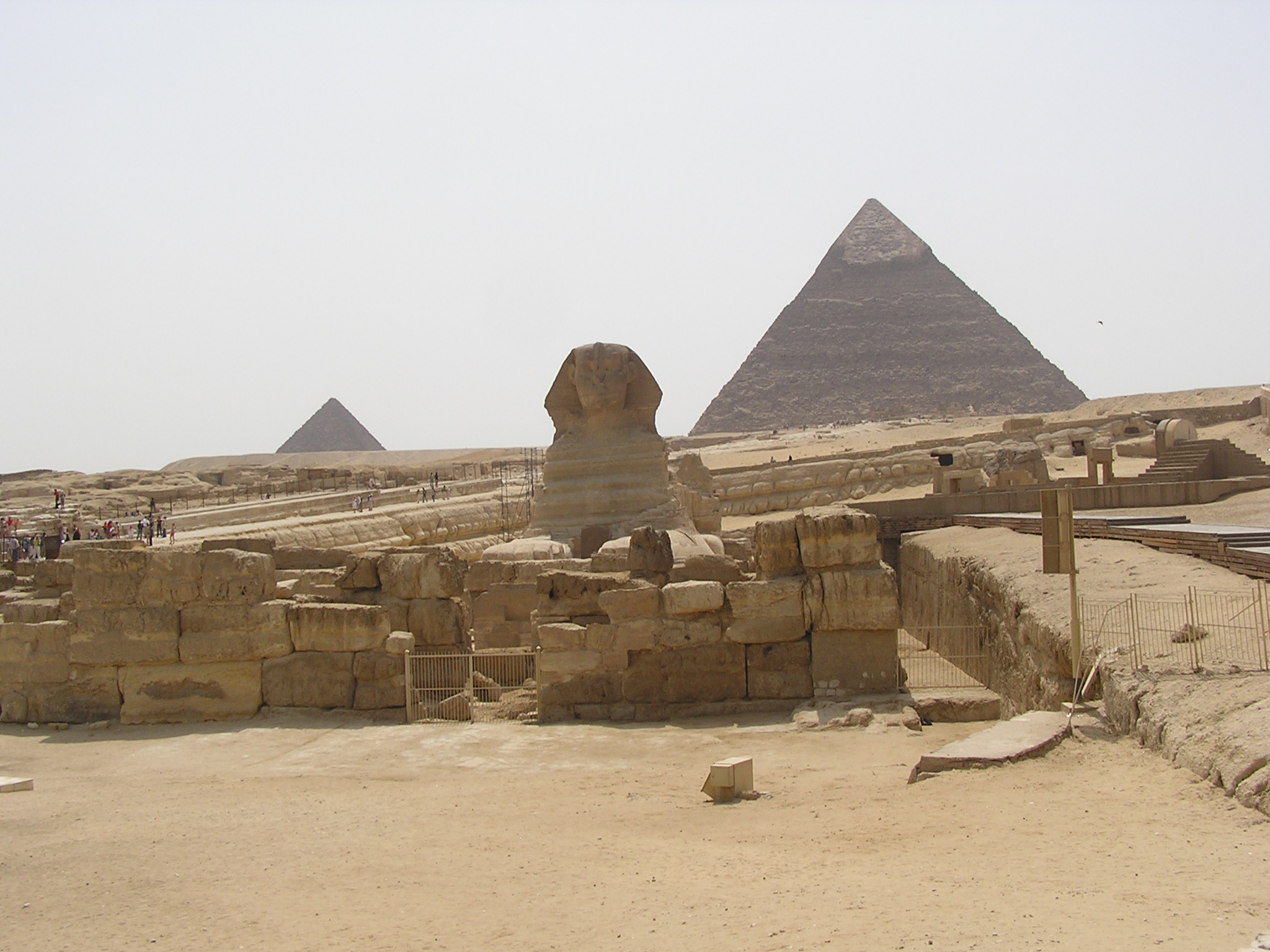
スフィンクスから見たカフラー王のピラミッド

ピラミッド（アラビア語: أهرام مصر、英語: Egyptian pyramids）は、エジプトに位置する、角錐の形をした古代のピラミッドである。2008年時点で138基が発見されている。そのほとんどは、エジプト古王国からエジプト中王国時代のファラオかその家族の墓である。ピラミッドは古代エジプト語では「上昇」を意味する「メル」という単語で呼ばれていた。
エジプトのピラミッドのうち最も古いものは、ジェゼル王のピラミッドで、エジプト第3王朝の時代に作られた。このピラミッドと周囲の建造物はイムホテプによってデザインされ、化粧石で造られた世界で最も古いモニュメントだと考えられている。
エジプトのピラミッドで最もよく知られているのは、カイロ郊外にあるギーザのピラミッドである。ギーザのピラミッドのいくつかは、歴史上最も大きな建築物だと考えられている。
ギザにあるクフ王のピラミッドは、エジプトのピラミッドで最も大きいものであり、世界の七不思議の一つに数えられている。

## 歴史的な発展

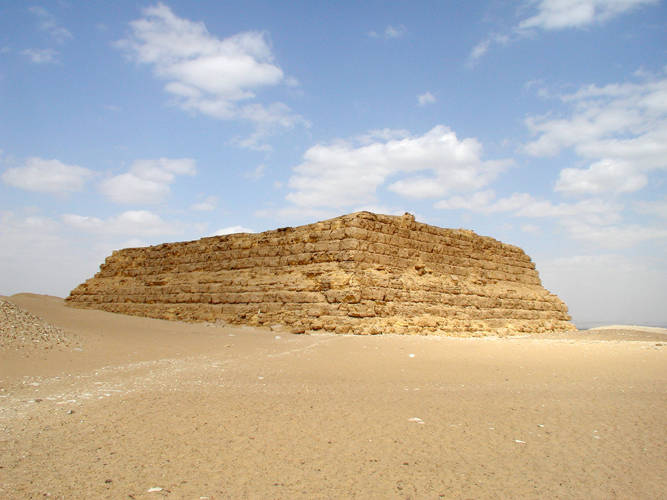
サッカラにあるファラオのマスタバ

エジプトの王朝の初期の時代から、マスタバとして知られるベンチ状の構造物は大きな意味を持っていた。
文献上最初のエジプトのピラミッドはイムホテプにより作られたものであり、それはジェセルのために計画されたと考えられている。マスタバの上部同士を積み重ね、頂上まで何段にもなる大構造物にすることを最初に考えたのはイムホテプだと言われている。それを実現したものがジェセルの階段ピラミッドであり、死んだファラオの魂が階段を登って天国に行けるようになっている。これこそが後のエジプト人にイムホテプを神聖視させた重要な業績であった。
ピラミッドが最も多く作られた時代は、ファラオの権威が絶対的であった時代と一致する。ギザのピラミッドの近くにある多くの有名なピラミッドができたのもこの時代である。時とともに権威は分散し、ピラミッドの建設に必要な資源や熱意は失われていき、ピラミッドは小さくみすぼらしくなっていった。
ピラミッド建設時代が終息してからもその影響は周辺諸国にも及んだ。特に現在のスーダンにいたヌビア人にその影響は著しい（ヌビアのピラミッド)。ヌビア人たちは北進してエジプトを支配し、第25王朝を成立させたが、その後アッシリアに追われて南遷（クシュ王国)、その都ナパタや近隣のゲベル・バルカルに多くのピラミッドを建造した。紀元前661年にナパタを都とする時代が終わり、紀元前300年から300年頃のメロエを都とする時代になると、ピラミッド再建の機運が再び高まり、200以上のピラミッドが作られた。
古代ギリシャの歴史家であったヘロドトスがエジプトを訪れた紀元前400年代の末期、ピラミッドの周辺は既に、特権階級者たちの観光地と化していたとされる。

## ピラミッドのシンボル

クフ王の大ピラミッドの内部構造の図示。内部構造は各ピラミッドにより異なる。

エジプトのピラミッドの形は、ベンベンを模していると考えられ、エジプト人は地球はここから創られたと考えていた。またこの形は太陽の光線を表しているとも考えられている。多くのピラミッドの表面は磨かれて反射率の高い石灰岩でできており、遠くから見た時に輝いて見える。
ピラミッドは死者のモニュメントだと一般的に考えられているが、特定の神学的原則からこの説に反対し続けている者もいる。ある説では、ピラミッドは一種の甦りのマシーンとしてデザインされたというものもある。
エジプト人は、夜空で星が周りを回っている暗い部分は、天国への物理的な玄関だと考えていた。メインの墓室から伸びる軸の1つはピラミッドの中を抜けて、空のこの方向を向いている。このことは、ピラミッドはファラオの魂を神に届ける呪術的な装置であったことを示唆している。
エジプトのピラミッドは、全てナイル川の西岸に作られている。これは、エジプトの神話で日の沈む場所は死者の領域だったからである。

## 三大ピラミッド
三大ピラミッドとは、エジプト、ギザの砂漠にある3基のピラミッドの総称。
- クフ王のピラミッド
- カフラー王のピラミッド
- メンカウラー王のピラミッド

## ピラミッドの数と場所
1842年、ドイツの考古学者カール・レプシウスは最初のピラミッドのリストを作り、67件を掲載した。それ以降も多数のピラミッドが発見され、2008年11月現在では118を数える。
レプシウスが「首なしピラミッド」と呼んだ29番目のピラミッドの位置は、レプシウスの調査後に砂漠の砂に埋まってしまい、2度に渡って分からなくなったが、2008年に行われた発掘調査で再発見された。
多くのピラミッドは保存状態が悪かったり、砂に埋まってしまっている。もし見えていたとしても、がれきの山にしか見えないものも多い。
直近に見つかったピラミッドは、エジプト第6王朝のファラオテティの母シェシェティのもので、サッカラにあった。エジプト考古最高評議会の長ザヒ・ハワスによって2008年11月11日に発表された。
ザウィト・エル・ マイティンにある第3王朝期の小規模のものを除くエジプトの全てのピラミッドは、ナイル川の西岸に作られていて、そのほとんどがいくつかのグループを作っている。

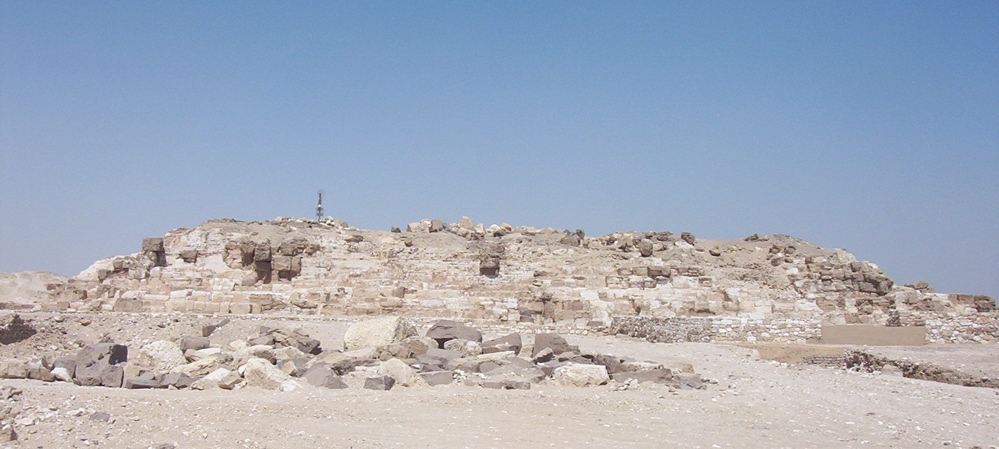
かなり破壊されたジェドエフラーのピラミッド

アブ・ラワシュには、エジプトの最北端のピラミッドである、ジェドエフラーのピラミッドが存在する。従来このピラミッドは未完成であったと考えられてきたが、近年、完成していただけではなく、メンカウラー王のピラミッドと同じ高さであったということが考古学界の定説となっている。
この場所は大きな交差路に隣接しており、石の供給が容易であった。小さな衛星ピラミッドには、保存状態のよいものが多い。

### ギーザ

ギーザのピラミッドの位置関係

ギーザには、クフ王のピラミッド、カフラー王のピラミッド、メンカウラー王のピラミッドの三大ピラミッドや「女王のピラミッド」と呼ばれる小さな衛星ピラミッド、スフィンクス等が存在する。
3つの中で、カフラー王のピラミッドだけが頂上付近に建設当時の石灰岩を残している。このピラミッドは、高い場所に建っており、しかも急勾配であるため、隣接するクフ王のピラミッドよりも見た目には大きく見える。
三大ピラミッドは、古代より人気の観光スポットであり、シドンのアンティパトロスによって世界七不思議に挙げられ有名になった。今日では、七不思議のうち現存する唯一のものである。
なお、2013年8月に発生したムスリム同胞団と治安部隊との衝突を受け、エジプト考古省は2013年8月14日から一時閉鎖措置をとっている。

### ザウィト・エル・ アリアン
ザウィト・エル・ アリアンは、ギーザとアブ・シールの中間にあり、古王国時代の2つの未完成ピラミッドがある。北方のピラミッドはサナクト王、南方のピラミッドはカーバー王のものと考えられている。カーバーのファラオとしての4年間の在任期間中にピラミッドの建設が打ち切られたと考えられている。高さは約20mであるが、完成すれば40m程度になったと推測される。

### アブ・シール

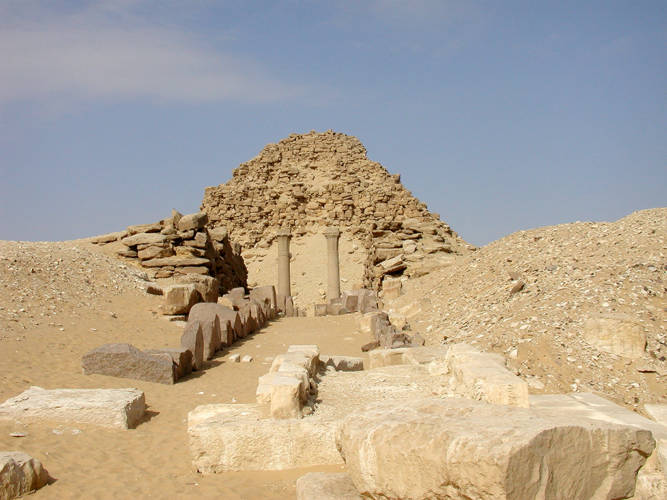
サフラーのピラミッド

この地には、エジプト第5王朝の14個のピラミッドがある。アブ・シールのピラミッドの建築の質は、エジプト第4王朝のものよりも低い。これはファラオの権力が低下したか経済の活力が低減したのが原因かもしれない。
有名なものとしては、最も保存状態のよいニウセルラーの他、ネフェルイルカラー、サフラーのものがある。また、ネフェルエフラーの未完成のピラミッドもある。アブ・シールの主要なピラミッドは全て階段ピラミッドとして建てられたが、その大半は後に階段部分が埋められて角錐のピラミッドになったと考えられている。

### サッカラ

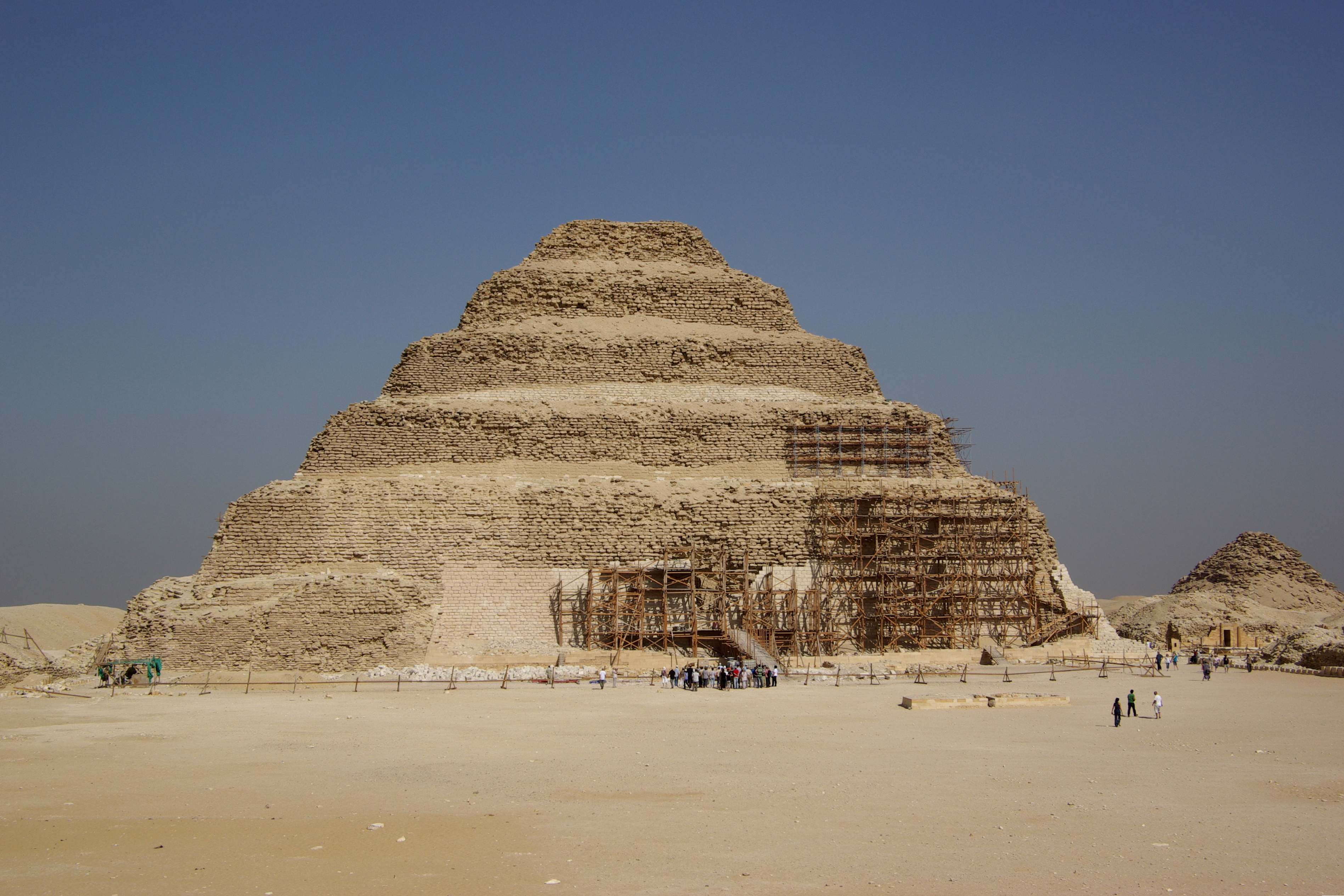
ジェセルの階段ピラミッド

サッカラの有名なピラミッドには、世界最古の石造建築物であるジェセルの階段ピラミッドがある。その他にもウセルカフやテティ、エジプトで最も保存状態がよいものの一つウナスのピラミッドがある。このピラミッドは、ラムセス2世の息子による最初の復元の対象の一つにもなった。ウナスのピラミッドはエジプトの歴史で初めて内部にヒエログリフがびっしり刻み込まれ、美しいピラミッド・テキスト（en:Pyramid Texts）が見られる。サッカラにはセケムケトの未完成の階段ピラミッドもあり、「埋蔵ピラミッド」として知られている。考古学者は、このピラミッドが完成していたらジェセルのもの以上の規模になったと推測している。
サッカラの主要なピラミッド群の南方には、後の時代の小さなピラミッドの群があり、ペピ1世やペピ2世のピラミッドがある。その多くは保存状態が悪い。ペピ1世のピラミッド（Pyramid of pepi）は、49年間の統治を終え、紀元前2283年に崩御した王の墓で、現在、ピラミッドは「メンネフェル・ペピ」の名で知られている。
第4王朝のファラオシェプスセスカーフは、ピラミッドの建設に対する興味も能力も持たなかった。サッカラ南部にある彼の墓は大きなマスタバで寺院が付属し、「ファラオのマスタバ」として知られている。
2008年末にサッカラ北部で埋葬者不明のピラミッドが発見された。テティの母の墓だと考えられている。約5mの高さだが、建設当時は14m程度あったと考えられている。墓の開封は2008年12月に行われた。

### ダハシュール

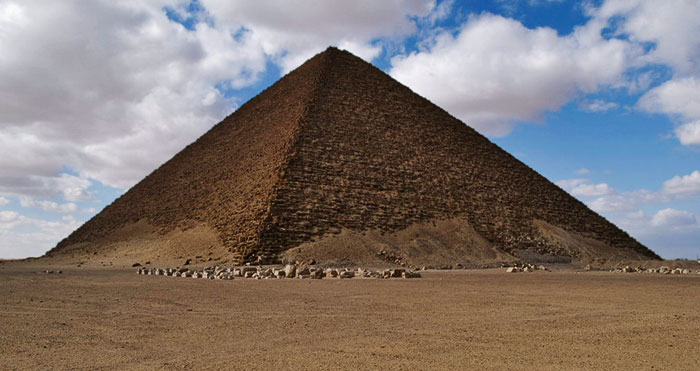
スネフェルの赤いピラミッド

ダハシュールは、ギーザとサッカラに次いで重要な場所であるが、軍事基地があったため1996年まで立ち入ることができなかった。そのため、考古学者による調査が比較的進んでいない。
スネフェルのピラミッドは屈折ピラミッドとして知られ、建設者が意図して角を滑らかに作った最初のピラミッドだと考えられている。
屈折ピラミッドから北に数kmの場所には、スネフェルの時代に作られた3つのピラミッドが残っている。そのうちの1つ赤いピラミッドは全ての角が完全に滑らかな最初のピラミッドであり、ギーザのクフ王のピラミッド、カフラー王のピラミッドに次いで、エジプトで3番目に大きい。
そのほかダハシュールには、アメンエムハト3世の黒いピラミッドや多くの小規模ピラミッドがある。

### マズグハナ
ダハシュールの南にあるマズグハナには、エジプト第一中間期のファラオが建てたピラミッドがある。

### リシュト

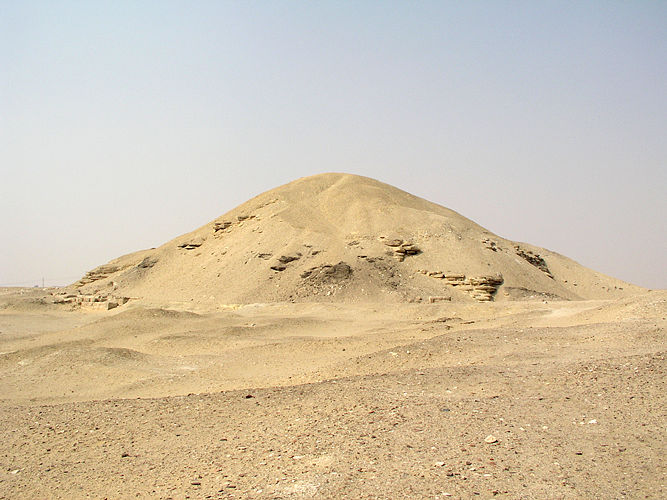
アメンエムハト1世のピラミッド

リシュトには、アメンエムハト1世とその息子センウセレト1世による2つの主要なピラミッドが知られている。後者は10個の小規模なピラミッドの廃墟に囲まれており、そのうちの1つはアメンエムハトの従兄弟であるカーバー2世のものであることが分かっている。この場所はファイユームオアシスに近く、ダハシュールとメイドゥームの中間、カイロの約100km南方にある。また、エジプト第12王朝の首都で現在は正確な位置が分からないイタチウイにも近かったと考えられている。

### メイドゥーム

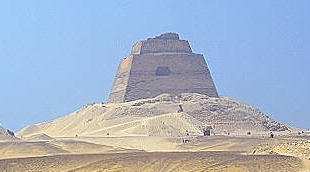
メイドゥームのピラミッド

メイドゥームのピラミッドは、スネフェルの治世下で作られた3つのピラミッドのうちの1つで、父親のフニによって始められたと考えられている。しかし、この説は確実ではなく、この場所からフニの名を記したものは何も見つかっていない。
このピラミッドは当初階段ピラミッドとして建設され、後に段が埋められて滑らかなものに作り替えられた。
このピラミッドは、古代から中世にかけて幾度も破壊の危機に晒された。中世のアラブ人は、7段あったと記しているが、今日では上の3段しか残っていない。

### ハワーラ

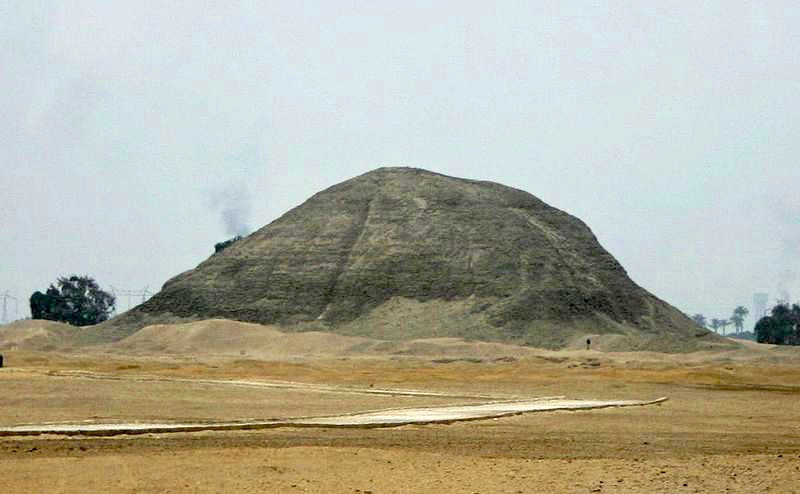
アメンエムハト3世のピラミッド

アメンエムハト3世は、第12王朝で強い権力を持った最後のファラオであり、ファイユーム近くのハワーラにハワーラのピラミッドを建てた。

### エル・ラフーン

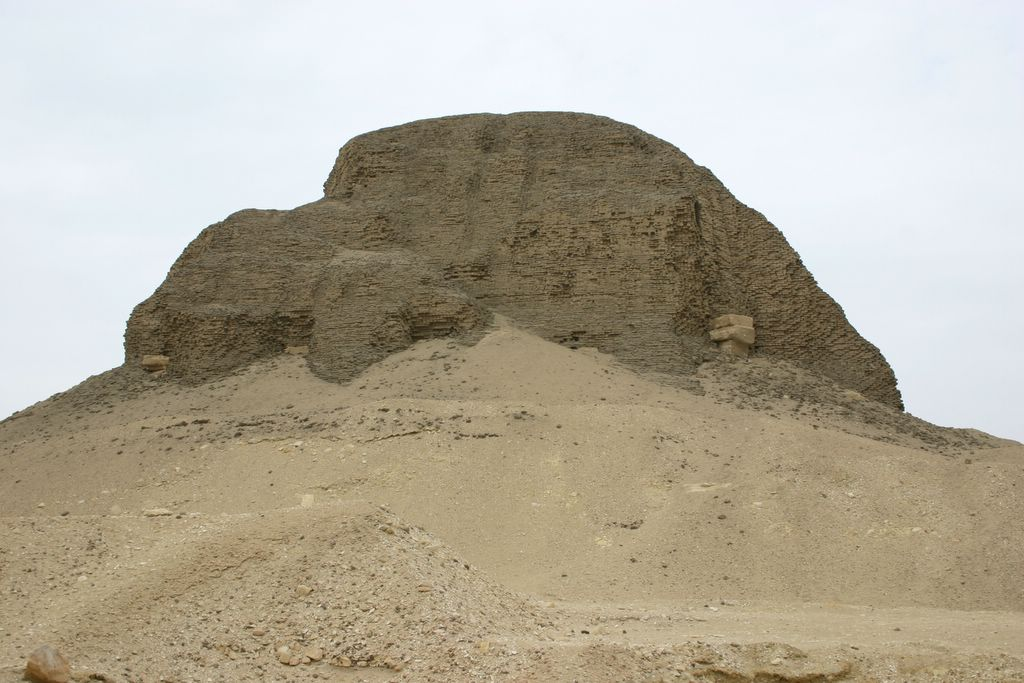
センウセレト2世のピラミッド

エル・ラフーンにあるセンウセレト2世のピラミッドはエジプト最南端のピラミッドである。12mの高さの天然の石灰岩を基礎に用いることによって、建設に必要な労働が大幅に抑えられている。

### 建設時期
下記の表は、エジプトの主要なピラミッドを建設年代順に並べたものである。それぞれのピラミッドは建設を発注したファラオの名前で表され、おおよその年代と場所が記されている。
| ピラミッド/ファラオ | 統治期間          | 場所           |
| ------------------- | ----------------- | -------------- |
| ジェセル            | c. 2630 - 2612 BC | サッカラ       |
| スネフェル          | c. 2612 - 2589 BC | ダハシュール   |
| スネフェル          | c. 2612 - 2589 BC | ダハシュール   |
| スネフェル          | c. 2612 - 2589 BC | メイドゥーム   |
| クフ                | c. 2589 - 2566 BC | ギーザ         |
| ジェドエフラー      | c. 2566 - 2558 BC | アブ・ラワシュ |
| カフラー            | c. 2558 - 2532 BC | ギーザ         |
| メンカウラー        | c. 2532 - 2504 BC | ギーザ         |
| サフラー            | c. 2487 - 2477 BC | アブ・シール   |
| ネフェルイルカラー  | c. 2477 - 2467 BC | アブ・シール   |
| ニウセルラー        | c. 2416 - 2392 BC | アブ・シール   |
| アメンエムハト1世   | c. 1991 - 1962 BC | リシュト       |
| センウセレト1世     | c. 1971 - 1926 BC | リシュト       |
| センウセレト2世     | c. 1897 - 1878 BC | エル・ラーフン |
| アメンエムハト3世   | c. 1860 - 1814 BC | ハワーラ       |

## 建設方法
エジプトのピラミッドの建設方法については、様々に研究・議論がされている。ピラミッドの建設には、大量の石の運搬が必要だった。ほとんどのブロックは近くの採石場から運ばれたが、特別な石は、例えばトゥーラの白色石灰岩やアスワンの花崗岩のように、遠方から大きなはしけ船で運ばれた。
2024年5月に発表された新しい研究では、かつてエジプトの大ピラミッドや他のギザのモニュメントの近くを流れていたナイル川の廃川された支流、アフラマット支流（Ahramat Nile Branch）の地図を作成した。衛星画像と堆積物コア分析を用いて、研究者たちは、64キロメートルの水路がピラミッド建設のための資材と労働力の輸送に重要であったことを発見した。幅約0.5キロ、深さ25メートル以上あった支流は、干ばつと砂漠化によって消滅した可能性が高い。